# Edward A. Irving
Edward A. „Ted“ Irving, CM, FRSC, FRS (* 27. Mai 1927 in Colne, Lancashire, England; † 25. Februar 2014 in Victoria, British Columbia, Kanada) war ein britischer Geologe und Mitarbeiter des Geological Survey of Canada. Seine Studien des Paläomagnetismus ergaben die ersten physikalischen Beweise für die Theorie der Kontinentaldrift, und seine Forschungen erbrachten Fortschritte im Verständnis der Entwicklung von Gebirgen, des Klimas und Lebens über die Jahrmillionen der Erdgeschichte.

## Ausbildung
Irving verbrachte seine Kindheit in den Pennine Hills von Nordost-Lancashire. 1945 wurde er zur British Army eingezogen und diente als Infanterist im Nahen Osten.
1948 begann er ein Studium der Geologie an der Cambridge University, und erhielt seinen BA im Jahr 1951. Das nächste Jahr verbrachte er als wissenschaftlicher Assistent der Geologie und Geophysik in Cambridge, bevor er sich dem Graduiertenprogramm anschloss.
Er studierte die Geschichte des Erdmagnetfelds und brachte Ordnung in die bisher existierenden Versuche, die Vergangenheit jenseits von ein paar Jahrhunderten zu untersuchen. Irving verwendete ein Magnetometer, das erst kürzlich von Patrick Blackett entworfen worden war, um die magnetischen Richtungen zu analysieren, die den Gesteinen durch ihre Eisenminerale aufgeprägt wurden. Er fand große Unterschiede zwischen den magnetischen Richtungen der präkambrischen Gesteine der schottischen Highlands und dem heutigen Magnetfeld. Er nahm an, dass die einzige Erklärung eine Bewegung Schottlands relativ zu den Polen sein müsse. Im Verlauf seines Graduiertenprogramms bestimmte Irving, wie weit sowohl Schottland als auch Indien sich seit dem Präkambrium bewegt haben müssen, um mit seinen Messungen übereinzustimmen. Diese Ergebnisse bestätigten die Vorhersagen Alfred Wegeners in seiner Theorie der Kontinentaldrift von 1912. Zu ähnlichen Ergebnissen kam 1956 auch Keith Runcorn, der ebenfalls aus Blacketts Gruppe hervorging.
1954 ersuchte Irving, auf der Grundlage seiner bisher durchgeführten Arbeiten den Grad des PhD zu erhalten. Das Prüfungskomitee erkannte die Ergebnisse der neuen Forschungsmethode nicht an und verweigerte ihm den akademischen Grad. Dies hinderte ihn jedoch nicht daran, eine Stelle als Forscher an der Australian National University in Canberra zu erhalten.

## Wissenschaftliche Laufbahn
Während der nächsten zehn Jahre untersuchte er die durch paläomagnetische Messungen dokumentierten früheren Breitengrade Australiens und veröffentlichte etwa 30 Aufsätze. Er konnte zeigen, dass Australien sich seit dem Perm nach Süden bewegt hat. 1965 reichte er einige seiner Schriften bei der University of Cambridge ein und erhielt den Doktor-Grad (Doctor of Science, ScD), damals der höchste durch eigene Bemühungen erreichbare akademische Grad.
Irving lernte seine spätere Frau Sheila in Australien kennen. Sie war Kanadierin, und 1964 zog die Familie nach Ottawa, Kanada. Irving begann mit der Arbeit als Forscher am Dominion Observatory unter dem Department of Mines and Technical Surveys. 1966 kehrte er nach England zurück, um Geophysik an der University of Leeds zu lehren. 1967 zog er wieder nach Ottawa, um als Forscher in der Abteilung für Geophysik (Earth Physics) des Department of Energy, Mines and Resources zu arbeiten. 1981 zog er nach Sidney (British Columbia), um ein Paläomagnetismuslabor für den geophysikalischen Zweig des Pacific Geoscience Centre einzurichten, der später Teil des Geological Survey of Canada wurde. Er kartierte die Bewegungen von Vancouver Island und anderen Teilen der nordamerikanischen Kordilleren, die sich in Bezug auf den präkambrischen Kanadischen Schild seitwärts bewegt haben und rotiert sind.
Irving hatte gemeinsam mit seiner Frau vier Kinder.

## Preise und Ehrungen
- 1973 Fellow of the Royal Society of Canada
- 1975 Logan-Medaille der Geological Association of Canada
- 1979 Fellow of the Royal Society of London
- 1984 J. Tuzo Wilson Medal der Canadian Geophysical Union
- 1997 Arthur L. Day Medal der Geological Society of America[2]
- 1998 Mitglied der National Academy of Sciences
- 1999 Ehrendoktorwürde der University of Victoria
- 2003 Träger des Order of Canada
- 2005 Wollaston-Medaille der Geological Society of London